# Love Letter (1995年の映画)
『Love Letter』（ラヴレター）は、1995年に公開された日本映画。中山美穂、豊川悦司主演。テレビドラマやCMなどで活躍していた岩井俊二の劇場用長編映画監督第1作である。また、後に数々の映画を手掛けるロボットが初めて関わった映画作品である。

## 概要
恋文から始まる、雪の小樽と神戸を舞台にしたラブストーリー。
第19回日本アカデミー賞にて、作品が優秀作品賞を、秋葉茂を演じた豊川悦司が優秀助演男優賞と話題賞（俳優部門）を、少年時代の藤井樹を演じた柏原崇と、少女時代の藤井樹を演じた酒井美紀が新人俳優賞を、REMEDIOSが優秀音楽賞を受賞した。一人二役を演じた中山美穂は、ブルーリボン賞、報知映画賞、ヨコハマ映画祭、高崎映画祭などで主演女優賞を受賞した。1995年度『キネマ旬報』ベストテン第3位、同・読者選出ベストテン第1位。
製作はフジテレビ、韓国では1999年に映画を公開した。韓国で140万人の観客を動員する興行記録。韓国政府が1998年10月に日本大衆文化の流入制限を段階的に開放し始めて以来、初めて韓国で大ヒットした日本映画とされる。それ以前に公開された『HANA-BI』『影武者』『うなぎ』などは、いずれも2週間で打ち切り・観客動員は5万〜9万人（韓国文化観光省調べ）と奮わなかった。
1999年に韓国と台湾でも公開され人気を博し、韓国では劇中に登場する「お元気ですか？」という台詞が流行語となったり、豊川悦司の「それが山田さん家ィやったら、手紙は届かへんのや」という関西弁の台詞がバラエティ番組でモノマネされるなどの話題を呼び、舞台となった小樽には韓国人観光客が大勢訪れた（韓国ドラマ『甘い人生』は、序盤、本作の影響で主人公が小樽に行く設定）。この1999年の日本国外からの小樽の宿泊客数は前年度の倍を記録し、小樽市内の観光関係者からは「ラブレター効果」と呼ばれた。小樽は季節ごとに観光客数の変動が大きく、冬季の閑散期の集客が課題であったが、この映画は映画の舞台を見るために冬季の小樽へ訪れる観光客が急増するきっかけとなると共に、小樽が国際的に知られ、注目されるきっかけともなった。
なお、藤井樹（女性）の自宅という設定だった小樽市の旧坂別邸は、2007年5月26日に火災で焼失している。
2025年4月4日、公開30周年記念4Kリマスター封切。

## あらすじ
神戸に住む渡辺博子は、婚約者で山岳事故で亡くなった藤井樹の三回忌に参列したあと、彼の母・安代から彼の中学時代の卒業アルバムを見せてもらう。博子はそのアルバムに載っていた、彼が昔住んでいたという小樽の住所へ「お元気ですか」とあてのない手紙を出す。
博子の手紙は、小樽の図書館職員で同姓同名の女性・藤井樹のもとに届く。樹は不審に思いながら返事を出すと、博子からも返事がくる。奇妙な文通を続けていたが、博子の友人・秋葉茂の問い合わせで事情が判明する。博子は樹に謝罪し、婚約者だった藤井のことをもっと知りたいと手紙を出す。
樹は藤井とクラスメイトだった中学時代の思い出を手紙に綴る。同姓同名の二人の藤井樹はクラスで囃し立てられ、図書委員にされてしまう。女子の樹は誰も借りない本ばかり借りるなどの風変わりな男子の藤井に戸惑う。博子から樹に学校を撮ってきてほしいとインスタントカメラが送られてくる。樹は久しぶりに母校を訪ね、図書委員の女子生徒たちから、図書カードに残る「藤井樹探しゲーム」が流行っていると聞かされる。
秋葉茂は博子を連れて、藤井樹が死んだ山のふもとの山小屋に泊まる。小樽の樹は風邪をこじらせて倒れる。樹の父親は救急車が間に合わず亡くなっていた。祖父の剛吉は吹雪の中、樹を背負って病院に運ぶ。樹は祖父とともに入院する。
翌朝、秋葉は藤井が死んだ山に向かって「博子ちゃんは俺がもろたで」と叫ぶ。博子は「お元気ですか。私は元気です」と繰り返し呼びかけて号泣、ようやく藤井への思いを断ち切る。小樽の樹も病床からうわごとで「お元気ですか」とつぶやく。
小樽の樹は中学3年の正月に父親を亡くしたが、なぜか藤井が訪ねてきて図書室で借りた本を樹に預けて引っ越していった。博子は退院した樹に今までもらった手紙を「あなたの思い出だから」と送り返し、藤井は図書カードに樹の名前を書いていたのではないかと問う手紙を添える。樹の家に図書委員の女子生徒たちが訪ねてくる。藤井が樹に預けた本の図書カードの裏には、樹の似顔絵が描かれていた。樹は藤井の初恋に気付き照れながら涙ぐむ。

## キャスト
- 渡辺博子：中山美穂
- 藤井樹：中山美穂（二役）
- 秋葉茂：豊川悦司
- 藤井晶子：范文雀
- 藤井剛吉：篠原勝之
- 藤井精一：鈴木慶一
- 藤井慎吉：田口トモロヲ
- 樹（少女時代）：酒井美紀
- 樹（少年時代）：柏原崇
- 藤井安代：加賀まりこ
- 阿部粕：光石研
- 及川早苗：鈴木蘭々
- 梶親父：塩見三省
- 浜口先生：中村久美
- 利満：うめだひろかず
- 春美：長田江身子
- 鈴美：小栗香織
- 治夫：神戸浩
- 運転手：酒井敏也
- 担任：山口晃史
- 阿部粕の妻：山口詩史
- 学年主任：山崎一
- 男：徳井優
- 看護婦：武藤寿美
- 図書委員 遥香：藤村ちか
- 図書委員 恵子：市川さき
- 図書委員 真理：林美恵
- 図書委員 優子：高原遊
- 図書委員 彩：園田亜季子
- 図書委員 智加：木村絢

## スタッフ
- 監督・脚本・編集・原作：岩井俊二
- 音楽：REMEDIOS
- オリジナルサウンドトラック：REMEDIOS（キングレコード）
- イメージソング：the pillows「ガールフレンド」（キングレコード）
- 撮影：篠田昇
- 照明：中村裕樹
- 美術：細石照美
- 記録：白鳥あかね
- 助監督：行定勲
- 撮影助手：北信康、福本淳
- ポスプロプロデューサー：掛須秀一
- 編集助手：今井剛、大竹弥生
- AVIDエンジニア：小島俊彦
- 音響効果：今野康之
- 現像：IMAGICA
- 協力：小樽市、日本エアシステム　ほか
- 製作者：村上光一、重村一、堀口寿一
- エグゼクティブ・プロデューサー：松下千秋、阿部秀司
- プロデュース：小牧次郎、池田知樹、長澤雅彦
- アソシエイトプロデューサー：河井真也
- 制作協力：ROBOT
- 製作：フジテレビジョン、ヘラルド・エース
- 上映時間 117分

## 受賞歴
モントリオール世界映画祭
- 観客賞

第8回日刊スポーツ映画大賞・石原裕次郎賞
- 新人賞：岩井俊二

第19回日本アカデミー賞
- 優秀作品賞
- 優秀助演男優賞：豊川悦司
- 話題賞（俳優部門）：豊川悦司
- 新人俳優賞：柏原崇
- 新人俳優賞：酒井美紀
- 優秀音楽賞

第38回ブルーリボン賞
* 主演女優賞：中山美穂
第20回報知映画賞
* 監督賞：岩井俊二
- 最優秀助演男優賞：豊川悦司
- 最優秀主演女優賞：中山美穂

第17回ヨコハマ映画祭
* 作品賞
- 監督賞：岩井俊二
- 主演男優賞：豊川悦司
- 主演女優賞：中山美穂
- 最優秀新人賞：酒井美紀

第10回高崎映画祭
* 最優秀主演女優賞：中山美穂
- 最優秀助演男優賞：豊川悦司
- 最優秀新人男優賞：柏原崇
- 若手監督グランプリ

第21回おおさか映画祭
* 作品賞
- 監督賞：岩井俊二
- 新人賞：酒井美紀

第50回毎日映画コンクール
* 日本映画優秀賞
第69回キネマ旬報ベスト・テン
* ベストテン第3位
- 読者選出ベストテン第1位
- 読者選出監督賞：岩井俊二

第6回文化庁優秀映画作品賞
* 優秀映画作品賞
第46回芸術選奨
* 新人賞：岩井俊二